# Rozenhof (Dordrecht)
De Rozenhof is een voormalige villa in Dordrecht. Het was oorspronkelijk een buitenplaats. Tussen 1891 en 1895 liet de toenmalige eigenaar, de graaf van Rechteren Limpurg, het nu nog bestaande pand bouwen naar een ontwerp van de Amsterdamse architect A.L. van Gendt. Het werd een kasteelachtig pand in neorenaissancestijl. 
Van  Rechteren Limpurg liet het gebouw in november 1895 veilen, waarna het in handen kwam van de Levensverzekerings Maatschappij "Dordrecht". Dit bedrijf verbouwde het pand tot kantoorpand en liet het gebied eromheen bebouwen. Na de Eerste Wereldoorlog werd in het pand de Belastingdienst ondergebracht. In 1940 kocht het Rijk het pand, waarna het tot 1976 als belastingkantoor heeft dienst gedaan. Het pand doet nu nog steeds dienst als kantoorgebouw.